# Huy chương ân thưởng trong Quân lực Việt Nam Cộng hòa
Hệ thống Huy chương ân thưởng trong Quân lực Việt Nam Cộng hòa là các giải thưởng quân sự cao cấp trong Quân lực Việt Nam Cộng hòa.
Hệ thống này được hình thành cùng với sự ra đời của Bảo quốc Huân chương vào năm 1950, di sản kế thừa từ Đại Nam Long tinh thời Pháp thuộc. Được thành lập bởi Bảo Đại, nguyên thủ Quốc gia Việt Nam, chúng là những huy chương cao nhất của chính quyền dành cho thường dân và quân nhân. Mức độ ưu tiên này vẫn tiếp tục dưới thời chính phủ Việt Nam Cộng hòa. Các huy chương bậc thấp hơn cho cả quân đội và dân sự sau đó đã được thiết lập. Các hệ thống huy chương dân sự và quân sự có thứ tự ưu tiên riêng.

## Huân chương quốc gia
Đệ nhất đẳng
 Đệ nhị đẳng
 Đệ tam đẳng
 Đệ tứ đẳng
 Đệ ngũ đẳng

## Giải thưởng quân sự
Các giải thưởng quân sự được đeo theo thứ tự sau:
- Quân công Bội tinh
- Quân chủng Bội tinh

 Lục quân Huân chương Đệ nhất hạng
 Lục quân Huân chương Đệ nhị hạng
 Không quân Huân chương Đệ nhất hạng
 Không quân Huân chương Đệ nhị hạng
 Hải quân Huân chương Đệ nhất hạng
 Hải quân Huân chương Đệ nhị hạng
- Vinh công Bội tinh

 Lục quân
 Không quân
 Hải quân
- Biệt công Bội tinh
- Anh dũng Bội tinh

 với Nhành dương liễu (cấp Quân đội)
 với Ngôi sao vàng (cấp Quân đoàn)
 với Ngôi sao bạc (cấp Sư đoàn)
 với Ngôi sao đồng (cấp Trung hoặc Lữ đoàn)
 Tuyên công đơn vị
- Phi dũng Bội tinh

 với Cánh chim vàng
 với Cánh chim bạc
 với Cánh chim đồng
- Hải dũng Bội tinh

 với Mỏ neo vàng
 với Mỏ neo bạc
 với Mỏ neo đồng
- Ưu dũng Bội tinh
- Nhân dũng Bội tinh
- Trung chánh Bội tinh
- Chiến thương Bội tinh
- Danh dự Bội tinh

 Hạng I (dành cho Sĩ quan)
 Hạng II (dành cho Hạ sĩ quan và Binh sĩ)
- Chỉ đạo Bội tinh

 Cấp quân đội
 Cấp quân đoàn
 Cấp sư đoàn
 Cấp lữ đoàn
 Cấp trung đoàn
 Cấp tiểu đoàn
 Cấp đại đội
- Tham mưu Bội tinh

 Hạng I (dành cho Sĩ quan)
 Hạng II (dành cho Hạ sĩ quan và Binh sĩ)
- Kỹ thuật Bội tinh

 Hạng I (dành cho Sĩ quan)
 Hạng II (dành cho Hạ sĩ quan và Binh sĩ)
- Huấn vụ Bội tinh

 Hạng I (dành cho Sĩ quan)
 Hạng II (dành cho Hạ sĩ quan và Binh sĩ)
- Dân vụ Bội tinh

 Hạng I (dành cho Sĩ quan)
 Hạng II (dành cho Hạ sĩ quan và Binh sĩ)
 Tuyên công đơn vị
- Quân phong Bội tinh

 Hạng I
 Hạng II
 Hạng III
 Hạng IV
 Hạng V
- Chiến dịch Bội tinh
- Quân vụ Bội tinh

 Hạng I
 Hạng II
 Hạng III
 Hạng IV
 Hạng V
- Không vụ Bội tinh

 Hạng I
 Hạng II
 Hạng III
 Hạng Danh dự
- Hải vụ Bội tinh

 Hạng I
 Hạng II
 Hạng III
 Hạng Danh dự

## Các giải thưởng khác
Các giải thưởng này không được liệt kê theo thứ tự ưu tiên cho các giải thưởng quân sự hoặc dân sự: 
- Nhất trí Bội tinh
- Vị quốc Bội tinh
- Huy chương Tổng thống

## Người nhận nước ngoài
Nhiều huy chương được trao cho các thành viên của lực lượng quân sự nước ngoài chiến đấu và cố vấn cho Quân lực Việt Nam Cộng hòa. Một số giải thưởng dân sự cũng đã được trao tặng, nhưng việc chấp nhận và mặc chúng bị giới hạn bởi chính phủ của người nhận.